# Aristida elliptica
Aristida elliptica är en gräsart som först beskrevs av Christian Gottfried Daniel Nees von Esenbeck, och fick sitt nu gällande namn av Carl Sigismund Kunth. Aristida elliptica ingår i släktet Aristida och familjen gräs. Inga underarter finns listade i Catalogue of Life.